# Kal pri Krmelju
Kal pri Krmelju este o localitate din comuna Sevnica, Slovenia, cu o populație de 65 de locuitori.